# آبقه
آبقه یا ابقه روستایی از توابع بخش مرکزی شهرستان تایباد در استان خراسان رضوی ایران است.
فاصله روستای آبقه با شهرستان تایباد 45کیلومتر است.

## جمعیت
این روستا در دهستان کرات قرار دارد و براساس سرشماری مرکز آمار ایران در سال ۱۳۸۵، جمعیت آن ۲٬۰۲۹ نفر (۳۹۱خانوار) بوده‌است.